# نقاب (خلیل‌آباد)
نقاب (به گویش کاشمری: ناقو) نام روستایی از توابع بخش مرکزی شهرستان خلیل‌آباد در استان خراسان رضوی است. این روستا در دهستان رستاق قرار دارد و برپایهٔ سرشماری مرکز آمار ایران در سال ۱۳۸۵، جمعیت آن ۲٬۲۴۸ نفر (۵۹۶ خانوار) بوده است.